# 종차
종차(種差)는 논리학에서 상위개념에  같이 속하고있는 하위개념들중 어떤 하위개념이 다른 하위개념과 구별되는 요소이다. 이를테면 동물에 속하는 사람이 다른 동물과 비교할 때 이성적이며 언어를 가졌다는 차이 따위이다. 일반적으로 개념 또는 명사를 정의하는데 사용된다.

## 유종 관계
상위개념은 그 아래에 하위개념을 갖을수있고 따라서 하위개념은 상위개념에 포함될수있는데 이러한 상하관계 및 포함관계를 유종관계가 있다라고 하며 이때 상위개념을 유개념으로 그리고 하위개념에 해당하는 여러 개의 개별 개념을 종개념으로 표현한다. 현대에는 '유개념'을 '류명사'로  '종개념'은 '종명사로 표현하기도 하는데 이는 개념을 명사로 바꾸어 표기하기 때문이다.

## 최근류
최근류(最近類)는 개념 사이의 유종 관계에서 어떤 개념의 바로 상위에 있는 유개념을 말한다. 어떤 개념에 외연으로서 직접적으로 포괄되는 개념을 이른다. 예를 들면, 남자의 최근류는 사람이고 동물의 최근류는 생물이다. 이처럼 종개념을 포괄하는 상위개념의 유개념으로 올라가기위해서는 필연적으로 종차가 제거되야한다. 따라서 유개념이 종개념를 포함하기 위해서 종개념들의 종차를 포기함으로서 유개념의 상위로 갈수록 내포는 줄어들게되고 종개념을 포함하는 량은 커짐으로 외연은 넓어지게된다. 따라서 종차는 내포와 외연의 관계에 있어서 매우 중요하다.

## 최상류
한편 최상류(最上類)는 이미 다른 개념의 하위 개념이 될 수 없는 개념 즉 모든 종개념을 갖게 된 유개념을 가리킨다.

## 이류개념(異類槪念)
이류개념은 아무런 공통적인 내포를 지니고 있지 않아 같은 종류에 포섭할 수 없는 둘 이상의 개념을 말한다.

## 같이 보기
- 중명사
- 형식논리학
- 고전논리학